# Håkan Söderstjerna
Håkan Söderstjerna (Landskrona, 30 ottobre 1975) è un ex calciatore svedese, di ruolo centrocampista.

## Carriera

### Club
Söderstjerna, che nacque senza la parte inferiore del braccio destro, cominciò la carriera con la maglia del Landskrona BoIS – con cui fece il debutto in Allsvenskan – per poi passare ai danesi del Fremad Amager. Giocò poi per i singaporiani del Tiong Bahru United e del Tanjong Pagar United. Tornò poi al Fremad Amager e al Landskrona.
Fu poi acquistato dai norvegesi del Fredrikstad. Fu introdotto come nuovo acquisto della squadra dopo la promozione nella 1. divisjon del 2002. Debuttò in squadra il 13 aprile 2003, quando fu titolare nel successo per 2-0 sullo Skeid. Il 16 maggio segnò la prima rete, nella vittoria per 0-5 sul campo dello Ørn-Horten. Nella stessa stagione, contribuì alla promozione del club. Il 18 aprile 2004 poté allora esordire nella Tippeligaen, nella sconfitta per 0-2 contro il Rosenborg. Il 3 maggio arrivò la prima rete nella massima divisione norvegese, nel pareggio casalingo per 2-2 contro il Vålerenga.
Nel 2005 tornò al Landskrona BoIS, dove rimase fino al 2007.